# Лоницер, Адам
А́дам Ло́ницер (также Лонитцер, нем. Adam Lonitzer, лат. Adamus Lonicerus; 1528 — 1586) — немецкий средневековый врач и ботаник. В его честь назван род жимолость (Lonicera) в семействе Жимолостных (Caprifoliaceae).

## Биография
Адам Лоницер родился 10 октября 1528 года в Марбурге в семье теолога и профессора греческого и древнееврейского языков Иоганнеса Лоницера (1497—1569). Учился в Марбургском университете, в тринадцатилетнем возрасте, в 1542 году, получил степень бакалавра, в 1545 году — магистра искусств. Вскоре после окончания университета Лоницер некоторое время работал во Франкфурте-на-Майне ассистентом Якоба Мицилла, затем вернулся в Марбург. Впоследствии продолжил обучение медицине в Марбургском и Майнцском университетах. В 1553 году он стал профессором математики в Марбурге, ещё через год получил степень доктора медицины.
В 1554 году в Марбурге Лоницер женился на Магдалене Эгенольф, дочери известного книгопечатника Кристиана Эгенольфа. После её смерти в 1567 году женился на Маргарете Браун. Один из восьмерых детей Лоницера, Иоганн Адам, стал известным хранителем библиотеки в Вольфенбюттеле.
В 1578 году вышла немецкая версия книги Лоницера Kreuterbuch, ранее, в 1555 году, изданная на латинском языке. Эта книга стала настолько популярной и известной, что переиздавалась в 1783 году в Аугсбурге, более чем через 200 лет после первоначального выпуска.
Адам Лоницер скончался во Франкфурте-на-Майне 29 мая 1586 года (иногда указывается дата 29 февраля).

## Некоторые работы
- Naturalis historiae opus novum (1551)
- Kreuterbuch (1578)

## Роды растений, названные в честь А. Лоницера
- Lonicera L., 1753
- Lonicera [Plum.] Gaertn., 1788 [≡ Psittacanthus Mart., 1830]